# ATP Taipei 1982
L'ATP Taipei 1982 è stato un torneo di tennis giocato sul sintetico indoor. È stata la 6ª edizione dell'ATP Taipei, che fa parte del Volvo Grand Prix 1982. Il torneo si è giocato a Taipei in Taiwan, dall'8 al 14 novembre 1982.

## Campioni

### Singolare maschile
Brad Gilbert ha battuto in finale  Craig Wittus con il punteggio di 6–1, 6–4

### Doppio maschile
Larry Stefanki /  Robert Van't Hof hanno battuto in finale  Fred McNair /  Tim Wilkison con il punteggio di 6–3, 7–6